# Cheirogaleus major
Cheirogaleus major (Макі великий) — вид лемуровидих мадагаскарських приматів.

## Опис

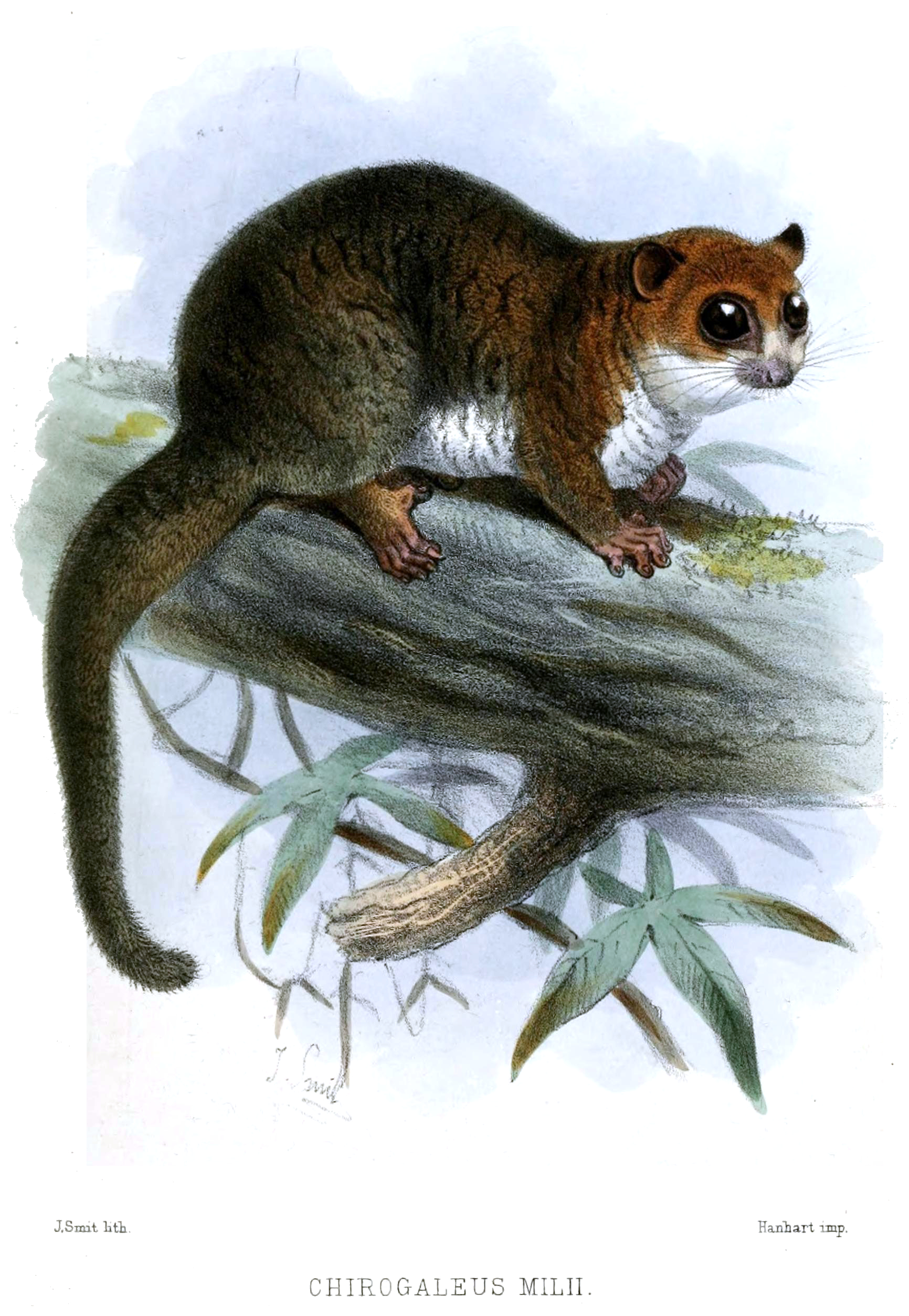

Голова і тіло може коливатися від 167 до 264 міліметрів у довжину. Хвости може варіюватися від 195 до 310 міліметрів в довжину. Вага тіла схильна до сильних сезонних коливань і може змінюватись від 250 грамів (жовтень / листопад) до 600 грамів (лютий / березень) Хутро коротке, густе, сіре або червонувато-коричневе зверху, верхня частина голови може бути трохи червонувата, є темні кола хутра навколо очей. Низ світло-сірий або білуватий. Голова округла, морда злегка подовжена, вуха малі. В кінці сезону дощів хвіст стає дещо набряклим жиром.

## Поширення
Цей вид живе на північно-східному і західно-центральному Мадагаскарі. Висотний діапазон: від рівня моря до 1800 м. Житель східної низовини Мадагаскару і гірських лісів, де умови наявності води та їжі не так сезонно серйозні, як в сухих західних листяних лісах.

## Екологія
Вид готується до сплячки, зберігаючи надлишок жиру у хвості, який ймовірно складає 30% від загальної маси тіла; Впадає в сплячку в дуплах дерев. Спальні групи до трьох дорослих тварин були виявлені й в дуплах дерев і заростях рослинності. Парування відбувається незабаром після виходу зі сплячки у жовтні та листопаді, самиці народжують двох-трьох дітей у січні після вагітності близько 70 днів. Вони не надто галасливі, подають м'які вигуки, щоб знайти інших. Їх раціон складається в основному з фруктів, квітів і нектару. Квітковий нектар — важлива частина раціону з листопада по грудень. Іноді вони також їдять комах і дрібних хребетних. Під час сухого сезону вони накопичують жир у хвості й стають пасивними. Ch. major є здобиччю Galidia elegans під час спокою сезону, інші хижаки: Boa manditra, Buteo brachypterus, ймовірно, Cryptoprocta ferox.

## Загрози та охорона
Цей вид імовірно потерпає через локалізовану втрату середовища проживання через підсічно-вогневе землеробство. Повідомляється з восьми національних парків (Andohahela, Andringitra, Mananara-Nord, Marojejy, Masoala, Midongy du Sud, Montagne d' Ambre, Ranomafana), двох заповідників (Betampona, Tsaratanana), трьох спеціальних резервів (Anjanaharibe-Sud, Mangerivola and Pic d’Ivohibe), охоронної зони Мандена.